# Great Divide Basin
Great Divide Basin (česky Velká předělová pánev) je bezodtoká pánev v jihozápadní části Wyomingu, ve Spojených státech amerických.
Pánev má nadmořskou výšku okolo 2 000 m a rozkládá se na ploše přibližně 10 250 km2.
Název Velká předělová pánev souvisí s tím, že leží v oblasti tzv. Velkého kontinentálního rozvodí. Západně za pánví tečou řeky do Kalifornského zálivu, respektive do Tichého oceánu, východně směřují do Mexického zálivu, respektive Atlantského oceánu.

## Geografie, flora a fauna
Severně od pánve se nachází pohoří Wind River Range, východně Laramie Mountains a Medicine Bow Mountains, jihovýchodně pohoří Park Range a jihozápadně pohoří Uinta Mountains. V oblasti samotné pánve je aridní podnebí a některá místa jsou téměř bez srážek. Povrch pánve tvoří především písečné duny a solné pláně. Z vegetace zde rostou keře a traviny, nižší stromy rostou pouze v místech různých soutěsek. Z fauny zde žijí vidloroh americký, jelenec ušatý, divoké koně a místy jelen wapiti.

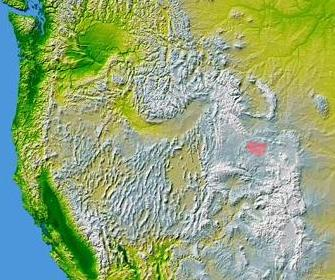
Great Divide Basin neboli Velká předělová pánev